# ويليام جاي باول
ويليام جاي باول (بالإنجليزية: William J. Powell)‏ هو طيار أمريكي، ولد في 27 يوليو 1897 في هندرسون في الولايات المتحدة، وتوفي في 12 يوليو 1942 في وايومنغ في الولايات المتحدة.